# All American Racers
Az All American Racers egy amerikai autóverseny-csapat volt, amelyet 1964-ben alapított Dan Gurney Formula–1-es pilóta és Carroll Shelby autóversenyző- és tervező, a csapat az 1990-es évek végéig vett részt különböző sportautóversenyeken. Gurney csapata az európai versenyeken Anglo American Racers néven indult. Az autók Eagle (magyarul sas, az USA címerállata) néven álltak rajthoz. A gumibeszállító Goodyear anyagilag támogatta a csapatot, hogy a Firestone dominanciáját megtörje az indianapolisi 500-as versenyeken.

## A Formula–1-ben

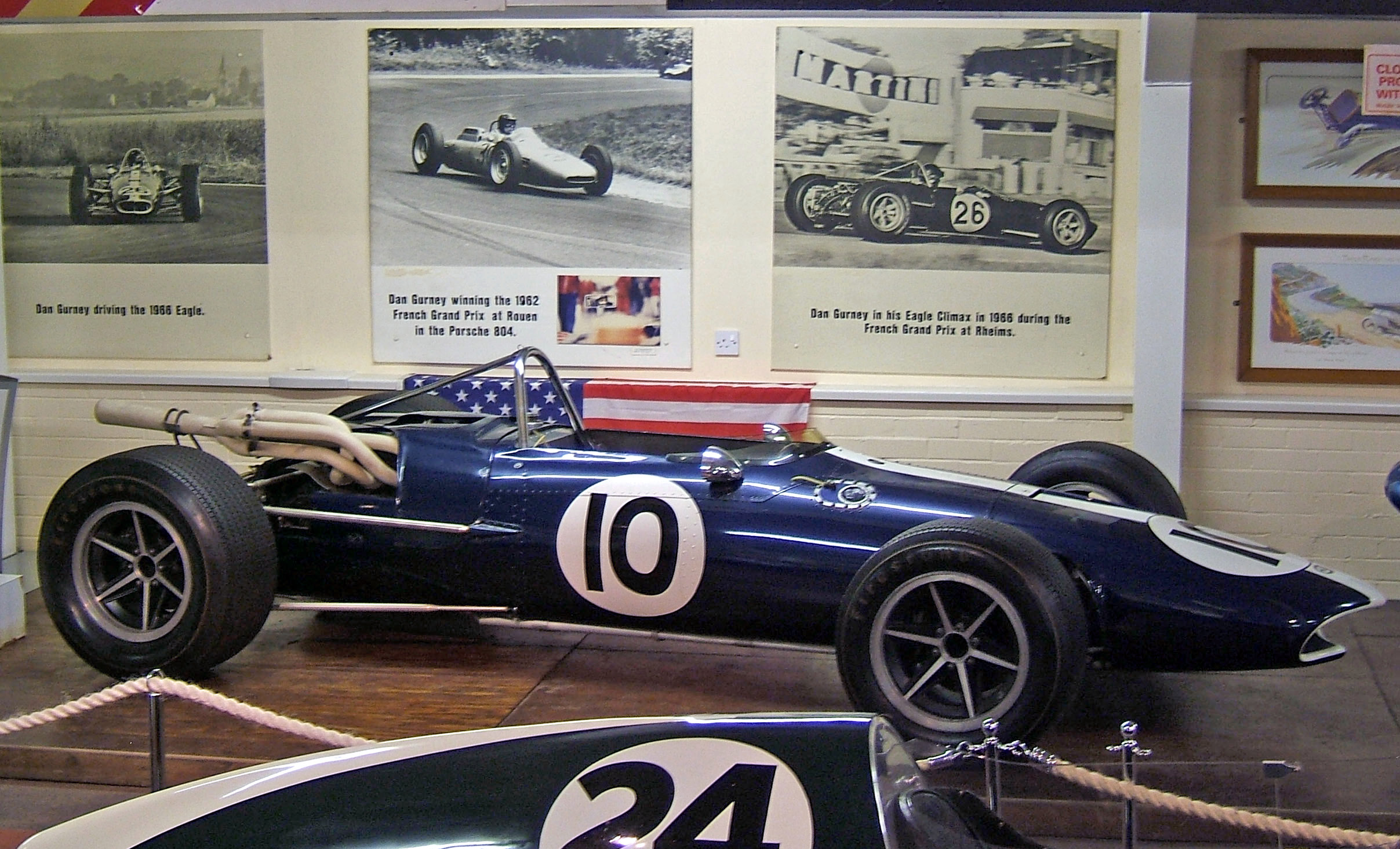
Az amerikai versenyekre épített Eagle T2G

Az első Eagle autókat az 1965-ös Indy 500-at megnyerő Lotus 38 alapján építették, majd Gurney a korábbi Lotus mérnök Len Terryt kérte fel egy saját autó építésére, 1966-ra. A Ford motoros T2G Formula–1-es változata a T1G lett.
AZ autókba a már kifutó modellnek számító, 2,75 literes Climax motort építették, amely gyenge volt. Gurney az 1966-os francia nagydíjon így is pontot tudott szerezni 5. helyével. Monzában már a 3 literes V12-es elrendezésű Weslake motorral indult, amely már elegendő teljesítményt tudott biztosítani. A kezdeti megbízhatósági problémák után Gurney 1967-ben megnyerte a belga nagydíjat, 1921 után ez volt az első amerikai győzelem Grand Prix versenyen.
1968-ra apróbb javításokat végeztek az autón, de nem értek el eredményt, a Ford-Cosworth V8-as motor dominált. Pénzhiány miatt Gurney visszatért az Egyesült Államokba, ahol jóval több sikert ért el.

## Amerikában

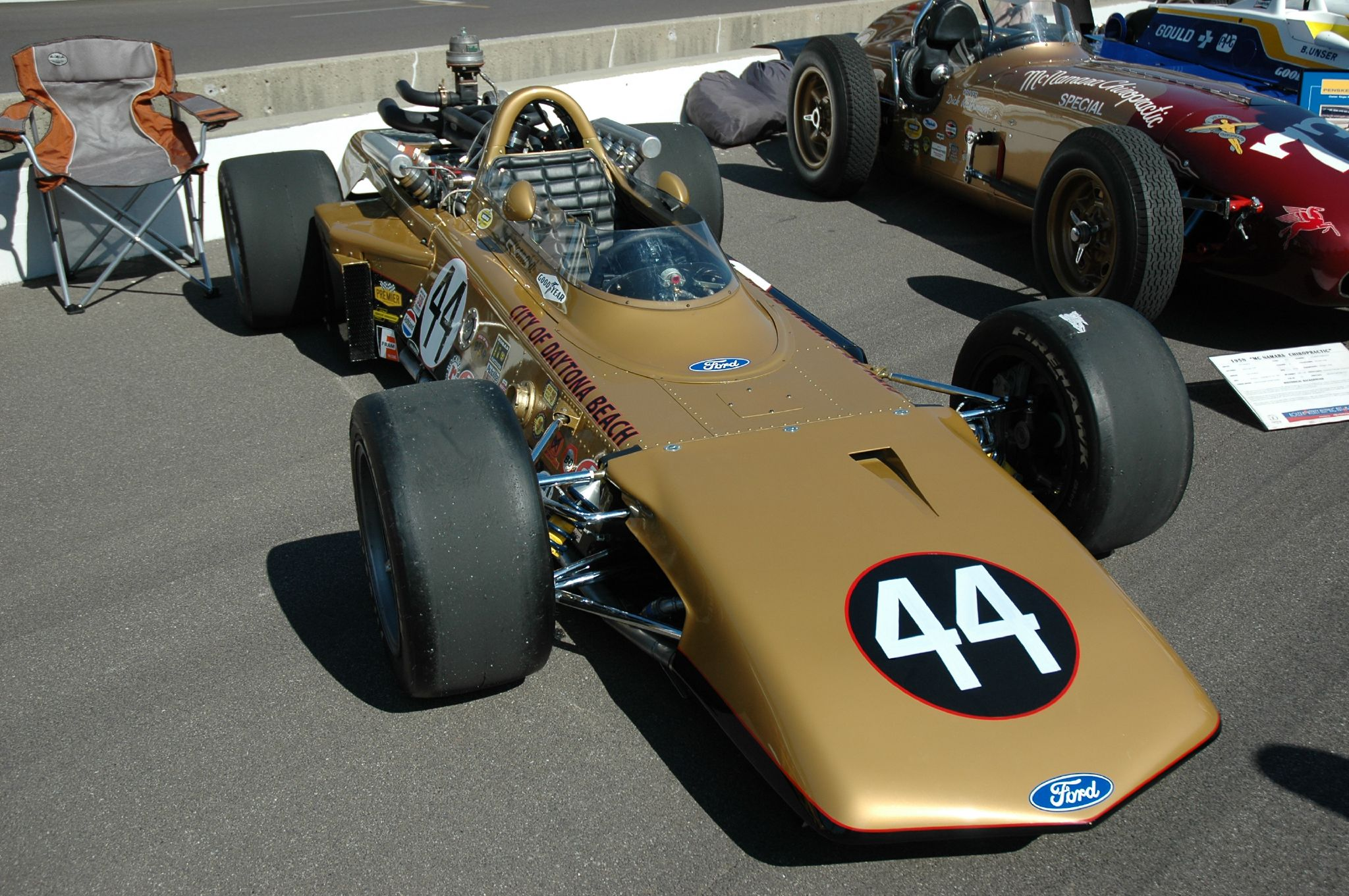
Joe Leonard 1969-es indianapolisi 500-as autója, 6. lett

Az 1960-as évek végén számos sikert aratott a csapat az Egyesült Államokban. Bobby Unser megnyerte az 1968-as és az 1975-ös Indy 500-at, míg Gordon Johncock az 1973-as versenyt. Az Eagle összesen 51 Champ Car versenyt nyert meg. A csapat 1987-től 1995-ig visszavonult az együléses versenyektől. Az IMSA GT bajnokságban indultak. 1996-ban visszatértek az IndyCarba. Saját modellt építettek, Toyota motorral felszerelve. Versenyt nem sikerült nyerniük, az első tíz helyen is csak néhány alkalommal értek célba. Az 1999-es szezon után elhagyták a sorozatot.

## Formula–1-es eredmények
(Táblázat értelmezése)

(Félkövér: pole-pozícióból indult; dőlt: leggyorsabb kört futott) 

| Év   | Motor                 | Gumi | Versenyzők          | 1   | 2   | 3   | 4   | 5   | 6   | 7   | 8   | 9   | 10  | 11  | 12  | Pont | Helyezés |
| ---- | --------------------- | ---- | ------------------- | --- | --- | --- | --- | --- | --- | --- | --- | --- | --- | --- | --- | ---- | -------- |
| 1966 | Climax S4 Weslake V12 | G    |                     | MON | BEL | FRA | GBR | NED | GER | ITA | USA | MEX |     |     |     | 4    | 7.       |
| 1966 | Climax S4 Weslake V12 | G    | Dan Gurney          |     | Ki  | 5   | Ki  | Ki  | 7   | Ki  | Ki  | 5   |     |     |     | 4    | 7.       |
| 1966 | Climax S4 Weslake V12 | G    | Phil Hill           |     |     |     |     |     |     | Nk  |     |     |     |     |     | 4    | 7.       |
| 1966 | Climax S4 Weslake V12 | G    | Bob Bondurant       |     |     |     |     |     |     |     | Kiz | Ki  |     |     |     | 4    | 7.       |
| 1967 | Weslake V12           | G    |                     | RSA | MON | NED | BEL | FRA | GBR | GER | CAN | ITA | USA | MEX |     | 13   | 7.       |
| 1967 | Weslake V12           | G    | Dan Gurney          | Ki  | Ki  | Ki  | 1   | Ki  | Ki  | Ki  | 3   | Ki  | Ki  | Ki  |     | 13   | 7.       |
| 1967 | Weslake V12           | G    | Richie Ginther      |     | Nk  |     |     |     |     |     |     |     |     |     |     | 13   | 7.       |
| 1967 | Weslake V12           | G    | Bruce McLaren       |     |     |     |     | Ki  | Ki  | Ki  |     |     |     |     |     | 13   | 7.       |
| 1967 | Weslake V12           | G    | Ludovico Scarfiotti |     |     |     |     |     |     |     |     | Ki  |     |     |     | 13   | 7.       |
| 1968 | Weslake V12           | G    |                     | RSA | ESP | MON | BEL | NED | FRA | GBR | GER | ITA | CAN | USA | MEX | 0    | 12.      |
| 1968 | Weslake V12           | G    | Dan Gurney          | Ki  |     | Ki  | Ki  |     |     | Ki  | 9   | Ki  |     |     |     | 0    | 12.      |